# 晶 (ファッションモデル)
晶（あきら、1997年3月17日 - ）は、大阪府出身の日本のファッションモデルである。ボン イマージュ所属。

## 来歴
「中学生からショーを見に行っていた。興味があって、やりたいと思っていた」と大阪日日新聞は報じた。

## 人物
高校生ではじめて目覚めたダンスを特技とする。「晶」という名前は「星の光」を表す「日」を3つ重ねて「キラキラ輝くように」と父が名付けた。

## 出演

### 雑誌
- Soup.
- Gina
- 関西ガールズスタイル

### ランウェイ
- VOGUE FASHION’S NIGHT OUT 2014
- KOBE COLLECTION 2015 AUTUMN/WINTER
- KOBE COLLECTION 2016 SPRING/SUMMER
- KANSAI COLLECTION 2016 AUTUMN/WINTER
- GIRLS TUNE FES 2016
- KOBE COLLECTION 2017G SPRING/SUMMER
- G.V.G.V.2017秋冬コレクション
- Dior 2017 Spring&Summer Haute Coutrure
- DOLCE&GABBANA 2017 COLLECTION

### 広告
- GARAFINET by GALLERIE 2015 AUTUMN/WINTER
- TROVARE 2016 SPRING/SUMMER

### WEB
- VOGUE Girl
- Samantha Vintage
- RUNWAY Channel
- Re:EDIT
- J Lounge
- Matthewmark
- cepo ONLINE
- Launalea
- プレイフル
- MINE
- DAZZSHOP
- Tokyo Thpo Store